# Jean Stafford
Jean Stafford (1 de julho de 1915 — 26 de março de 1979) foi uma escritora de contos e romancista estadunidense, que ganhou o Prémio Pulitzer de Ficção por The Collected Stories of Jean Stafford (1970).

## Vida
Ela nasceu na Califórnia. Seu primeiro livro, Boston Adventure, foi um best-seller, garantindo-lhe reconhecimento nacional. Embora tenha escrito mais dois romances, seus contos foram considerados suas melhores obras, tendo sido publicados pelo The New Yorker e por várias outras revistas literárias. Entre 1964 e 1965, Stafford estudou no Centro de Estudos Avançados da Universidade Wesleyan.
A vida pessoal de Jean Stafford foi marcada por infelicidade. Seu primeiro casamento, com o brilhante mas mentalmente instável poeta Robert Lowell, deixou-a com cicatrizes físicas e emocionais. Ela se feriu gravemente em um acidente de carro dirigido por Lowell, um trauma que ela descreveu em um de seus contos mais conhecidos, The Interior Castle, e o desfiguramente que ela sofreu como resultado do acidente foi uma reviravolta em sua vida. Seu segundo casamento, com o fotógrafo da revista Life Oliver Jensen, também terminou em divórcio. Ela teve um breve período de felicidade doméstica com seu terceiro marido, o jornalista A. J. Liebling. Após a morte dele, Stafford parou de escrever.
Vítima de depressão e de alcoolismo, Stafford faleceu de parada cardiorrespiratória aos sessenta e três anos, em White Plains, Nova Iorque.

## Algumas obras
- Boston Adventure (1944)
- The Interior Castle (1947)
- The Mountain Lion (1947)
- The Catherine Wheel (1952)
- The Collected Stories of Jean Stafford (1969) - Prémio Pulitzer de Ficção (1970)